# The Dong-a Ilbo
The Dong-a Ilbo è un quotidiano sudcoreano fondato nel 1920, durante il periodo dell'occupazione giapponese, da Kim Seong-soo. Con una tiratura di due milioni di copie al giorno, è uno dei tre maggiori giornali della repubblica.